# Мцхетоба

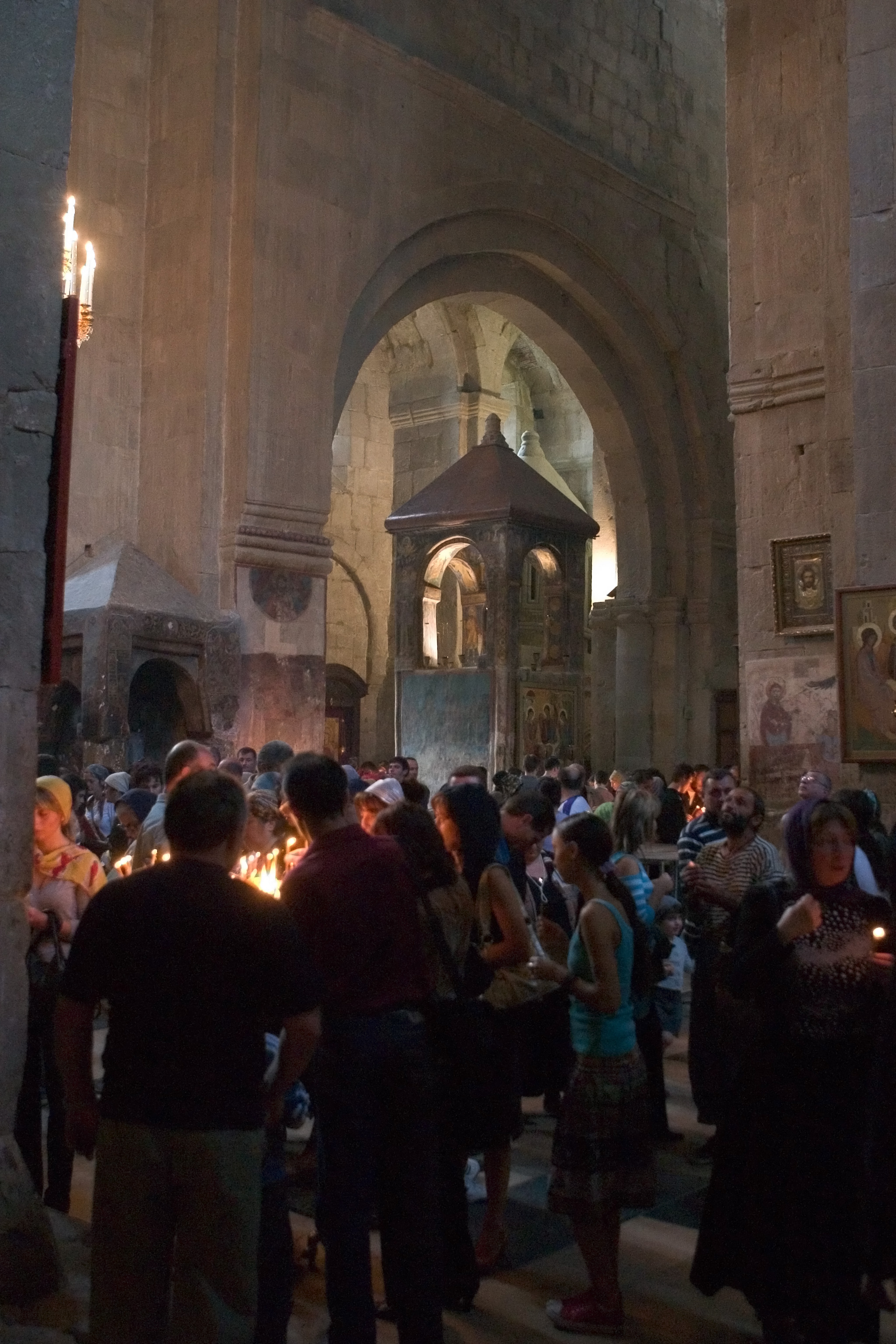
Мцхетоба. Молящиеся в Светицховели.

Мцхетоба, Светицховлоба, Праздник хитона (груз. „კვართისა საუფლოჲსა და სვეტისა ღმრთივბრწყინვალისა და მირონმდინარისა“.) — христианский государственный праздник в Грузии. Проводится в городе Мцхета, в кафедральном храме Светицховели. Праздник установлен Грузинской Православной Церковью и проводится 14 октября в честь «Мироносного господнего столпа и Ризы Господней». В этот день также вспоминают святых Мириана и Нану.

## Происхождение праздника
Согласно легенде, риза Иисуса Христа была привезена в Грузию грузинскими евреями Элиозом и Лонгинозом, которые присутствовали при распятии. После возвращения в Грузию Элиоз и Лонгиноз передали ризу сестре, Сидонии, которая тут же скончалась. Братья похоронили сестру, а ризу положили в могилу. Спустя некоторое время на могиле выросло дерево.
В IV веке на месте могилы царь Мириан решил построить церковь. Согласно легенде, Мириан приказал срубить дерево и изготовить из него столп для нового храма. Из семи столпов храма никому не удавалось поставить столп из дерева с места, где похоронена риза. Его установка удалась лишь после молитвы святой Нины. В последующие годы на месте церкви построенной Ниной и Мирианом был построен храм Светицховели.
После восстановления независимости Грузии в 1991 году, Мцхетоба стал официальным праздником в Грузии и нерабочим днём.